# Phare de Dunkerque
Le phare de Dunkerque ou phare du Risban est un phare côtier portuaire automatisé de premier ordre. C'est le plus haut de France de ce type (63 m) et le sixième tous types confondus (le phare français de l'île Vierge est le plus haut du monde avec 82,5 m). Il est l'un des feux dépendant du centre de balisage de Dunkerque et la propriété de l'État. Il est encore en service et peut être visité.
Le phare fait l’objet d’un classement au titre des monuments historiques depuis le 19 avril 2011,.

## Historique

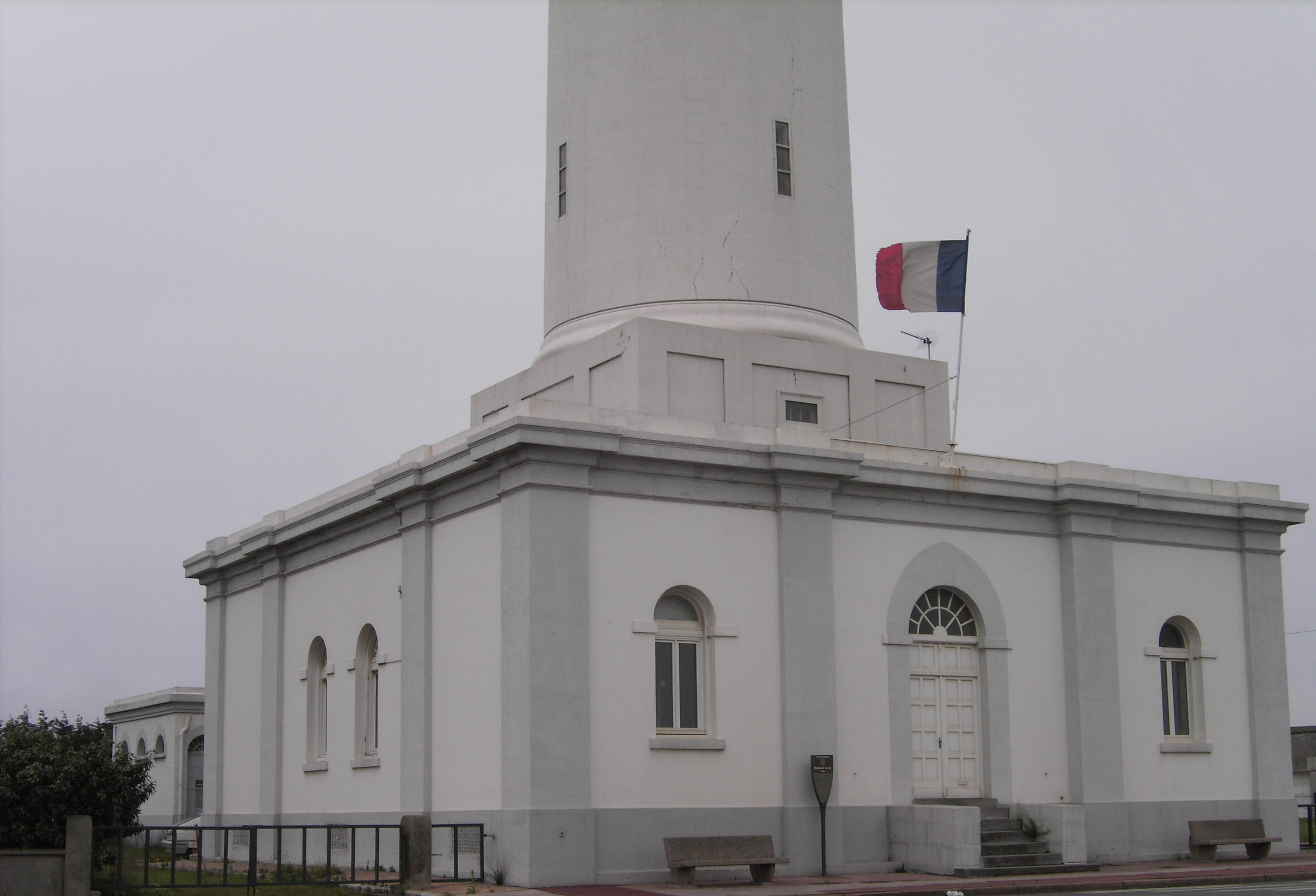
L'entrée principale du phare et le bâtiment annexe.

Le phare de Dunkerque est bâti sur les ruines du fort Risban (ou Gros Risban) aménagé par Vauban à partir de 1681 (d'où le nom de phare de Risban), sur lequel se trouvait initialement le premier phare de la ville, un fanal allumé en 1683, qui fut emporté par une tempête en 1825,. Précédemment, le fort lui-même avait été volontairement démoli en 1713 (conformément au traité d'Utrecht),. Construit en 1842 (la date est gravée à deux endroits) et mis en service l'année suivante, il fait partie des tout premiers phares érigés lors du premier plan de signalisation maritime français organisé par le capitaine de Rossel et Augustin Fresnel en 1825. Son architecte fut Léonce Reynaud. Il fut édifié après l'extension d'environ 300 mètres des jetées du chenal menant au port. Le premier site prévu pour l'implantation du nouveau phare devait d'abord être celui de la tour du Leughenaer auquel le nouveau phare de Risban a succédé pour faire face au manque de fiabilité de cette vieille lanterne du XVe siècle qui, elle-même, avait été élevée au rang de phare à partir de 1825, au moment où le premier phare de Risban venait d'être détruit par les éléments.
Les travaux entrepris en 1883 pour l'installation de l'éclairage et du bâtiment annexe pour les machines et le logement des conducteurs sont dues à l'ingénieur Lyriaud des Vergnes. Le feu n'a cessé d'être renforcé. En 1885, le phare de Risban sera l'un des premiers feux électrifiés au moyen d'une lampe à arc actionnée par des magnéto-génératrices. Avant son électrification, les combustibles employés furent successivement de l'huile végétale (1843), puis de l'huile minérale (1875). Le phare fut sérieusement endommagé par les bombardements de 1940 et d'importants travaux de réparation seront programmés dès 1946. Le phare est automatisé depuis 1985. Il a été restauré en 1992.

## Présentation et caractéristiques

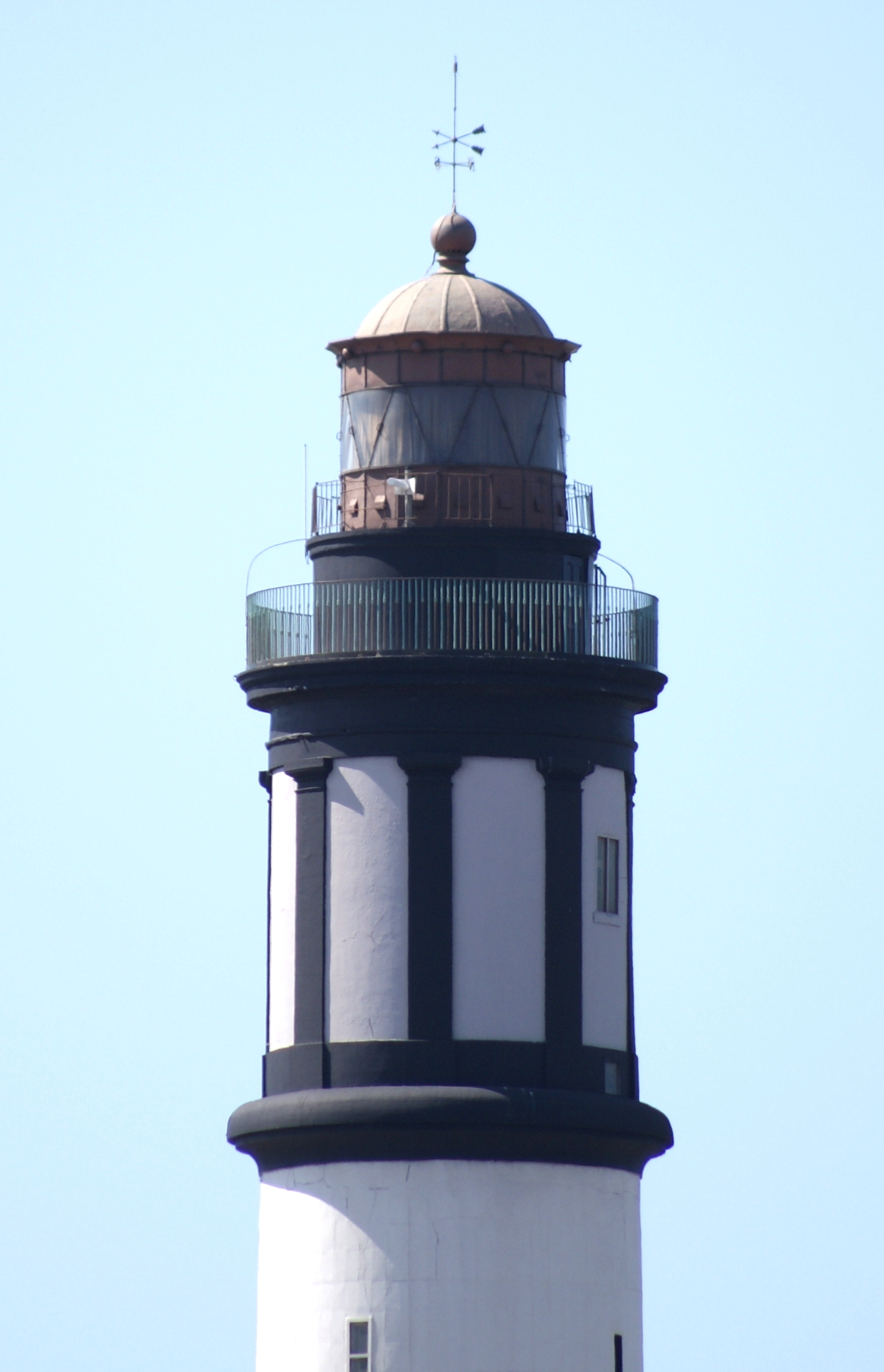
Le couronnement du phare et ses pilastres noirs.

LocalisationFinalement situé dans la partie est du port, face aux grues des chantiers et aux grands navires, après l'écluse Trystram, le fût blanc et noir du phare de Risban domine le port et permet à son sommet une vue imprenable sur la mer, l'agglomération et l'arrière pays des Flandres. C'est le phare le plus septentrional de France (à l'ouest de la commune française la plus septentrionale, Bray-Dunes) et c'est aussi le seul feu de premier ordre, avec celui de Calais, à être établi dans un port, non loin du centre ville. En langage de gardiens de phares de l'époque, c'était un « paradis », proposé seulement en fin de carrière, c'est-à-dire, offrant une situation confortable par rapport aux phares des îles (purgatoires) ou ceux perdus en mer (enfers).
Le bâtimentLe phare se présente comme une tour cylindrique de 3,90 m de diamètre, entièrement construite en briques recouvertes d'un enduit lissé, qui repose sur un bâtiment rectangulaire renfermant deux logements et des locaux techniques (grenier et cave). Les fenêtres et portes sont en arc en plein cintre. À l'arrière un bâtiment rectangulaire est relié au phare par un couloir. Le phare dispose d'un jardin. L'ensemble mesure 63 mètres de haut (55 m pour le phare lui-même, hors bâtiments, et 66,35 m au-dessus de la mer).
C'est, en France, le plus haut de sa catégorie. Un escalier en colimaçon de 276 marches mène à sa lanterne. L'escalier tourne autour d'un puits qui servait de monte-charge manuel. Le double couronnement à attique, aujourd'hui peint en noir, sert de protection. Il est orné de pilastres en pierres taillées qui donnent une allure très soignée à la tour. Au-dessus, une double plate-forme, chacune se terminant par une sobre rambarde à barreaux qui couronnent son élégance. Au sommet, la lanterne a été sablée et peinte. Pour certains, le tout n'évoque cependant qu'un « bec à gaz ».
L'optiqueSon feu est une dioptrique lenticulaire (lentille de Fresnel). La première optique en 1843 est un feu à éclipses de 0,92 m de focale. Type Mixte François Soleil. Depuis 1885, date à laquelle le phare fut électrifié, il est scintillant (signaux très brefs et très rapprochés). Le phare est d'ailleurs l'un des premiers à être électrifiés, après La Hève (1863), phare Nord (1865), Gris-Nez (1869), La Palmyre et Le Planier (1881), Les Baleines (1882), Calais (1883) et La Canche (1884). L'optique a cependant été constamment renforcée : une focale 0,30 m en 1885 et 1902, à 12 panneaux au 1/12 en 1908, renforcée en 1923. Aujourd'hui il s'agit d'une optique tournante de 2 x 2 éclats blancs groupés en 10 secondes à 4 panneaux. Lentilles de renvoi aérien. Focale 0,50 m sur cuve modèle BBT Ø 0,985 m. Cette cuve à mercure soutenant l'optique est encore visible (la première datant de 1883 était une Sautter-Lemonnier). Le plancher de l'actuelle cuve est soutenu par une colonne en fonte se situant dans la chambre de veille.
La lanterneDe Ø 3 m à murette et ventilateurs (elle est posée sur la murette maçonnée). Lanterne à boule et piédouche. Vitrage cylindrique simple à montants inclinés. La lanterne est éclairée par une lampe halo de 1 000 W, ce qui donnerait au phare une portée d'environ 28 milles, bien qu'une source semble indiquer une portée de 40 milles,.
Des panneaux explicatifs, à l'intérieur, évoquent le Centre de balisage de Dunkerque, l'un des plus importants de France, avec un rayon d'action de la frontière belge à la baie de Somme.
À l'intérieur trônent également de manière symbolique les bustes de Augustin Fresnel et de Charles-François Beautemps-Beaupré
Le phare n'est plus gardé mais il peut se visiter par l'intermédiaire du Musée maritime et portuaire de Dunkerque. En juillet et août, la visite du phare a lieu tous les matins de 10h à 12h30. Le reste de l'année, la visite est possible tous les dimanches de 10h à 12h30.

## Galerie

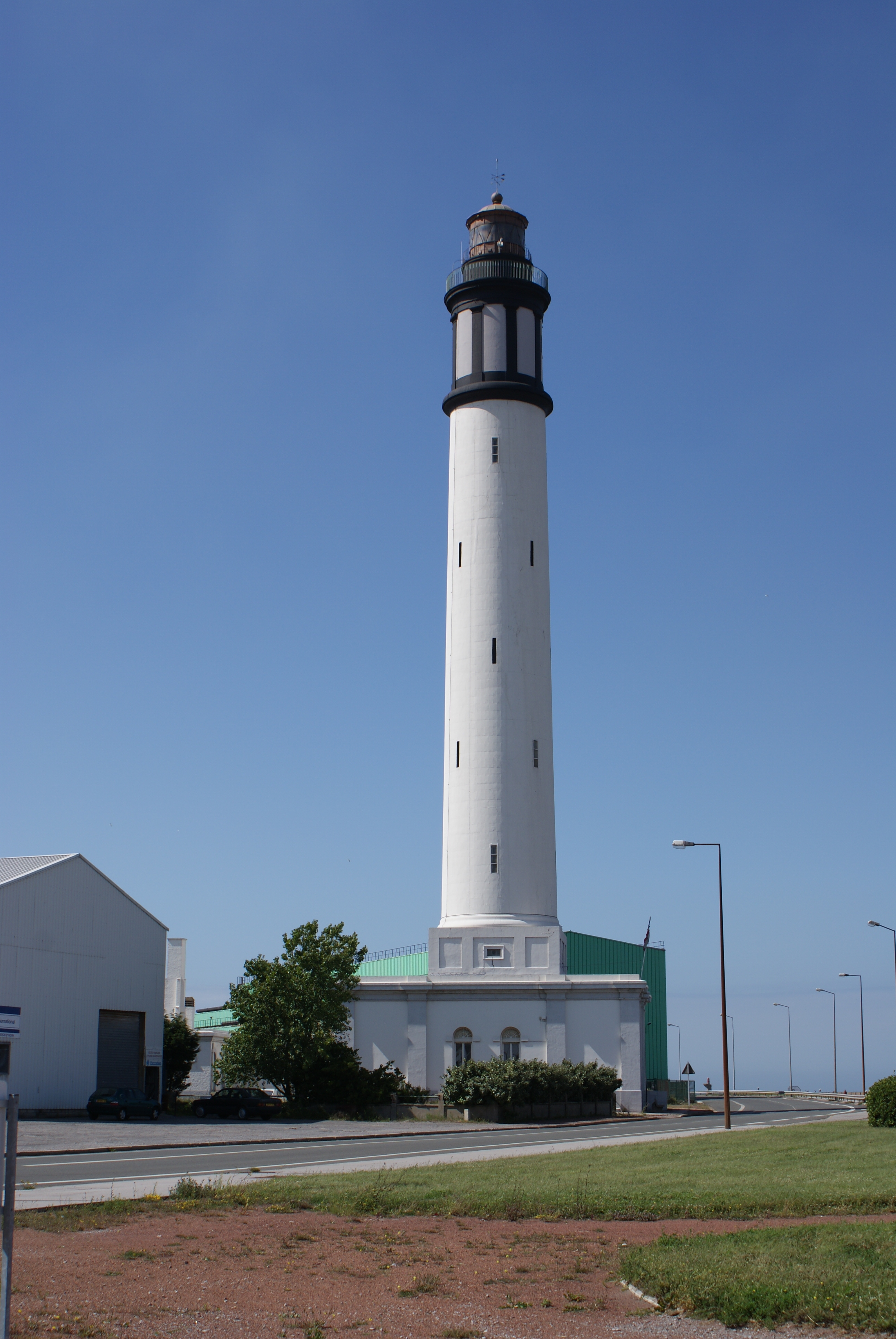
2008 - Le phare de Dunkerque, face sud.
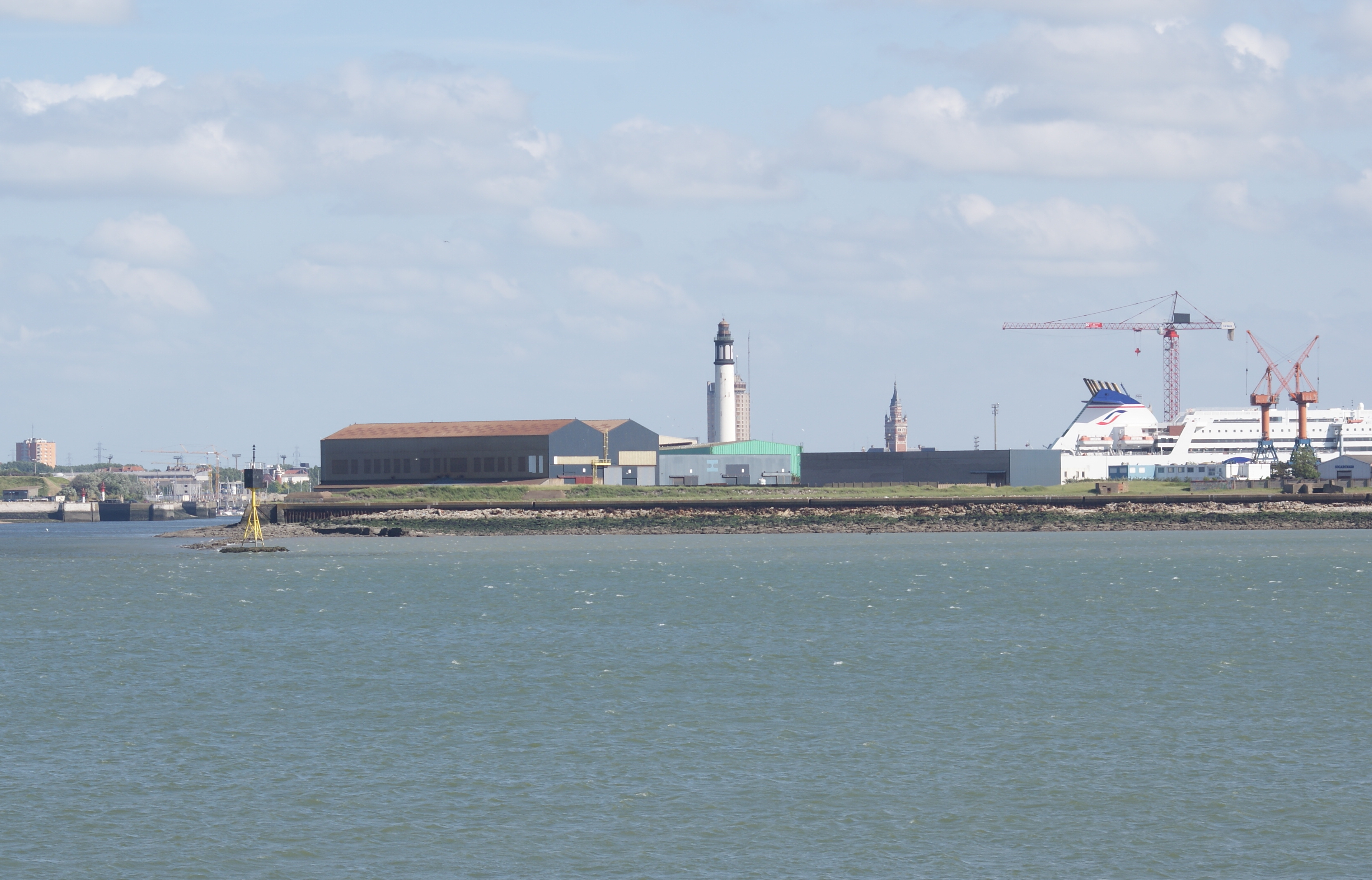
2008 - Le phare dans la ville et la balise de l'ancienne jetée ouest (en jaune, à gauche).
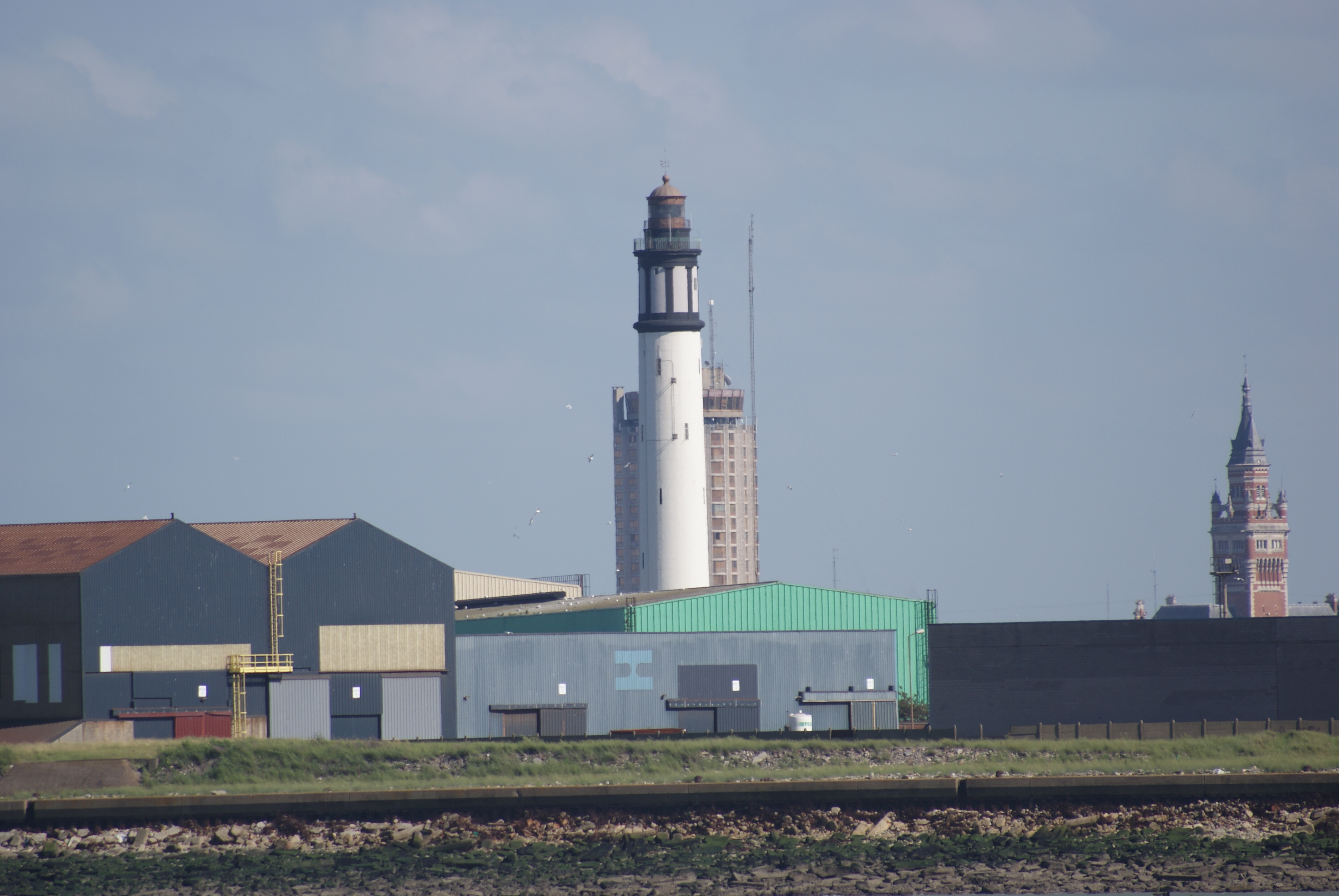
2008 - Le phare dans la ville (à droite : le beffroi de l'hôtel de ville).
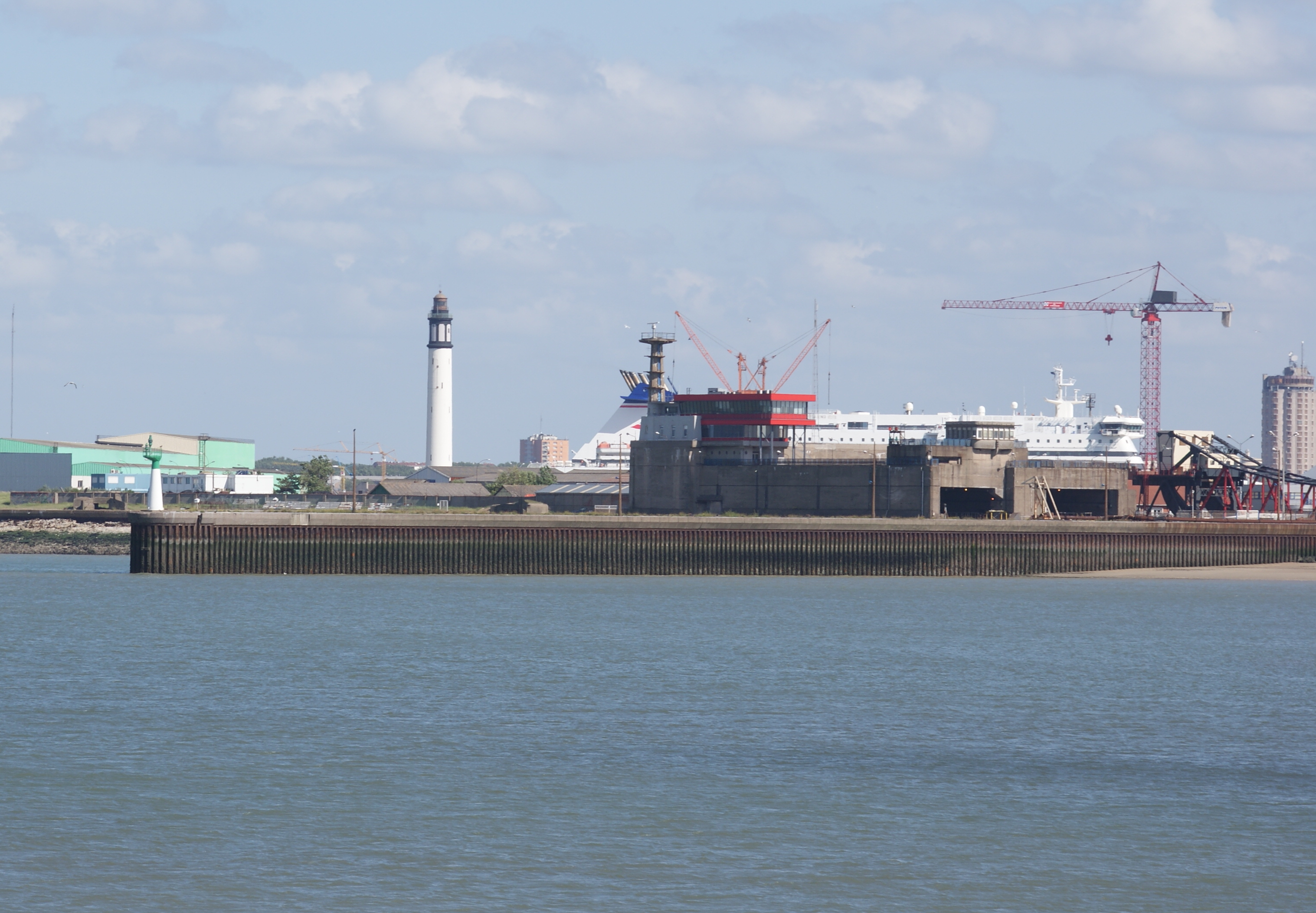
2008 - Le phare dans la ville et le feu de l'écluse Watier (en blanc et vert, à gauche).
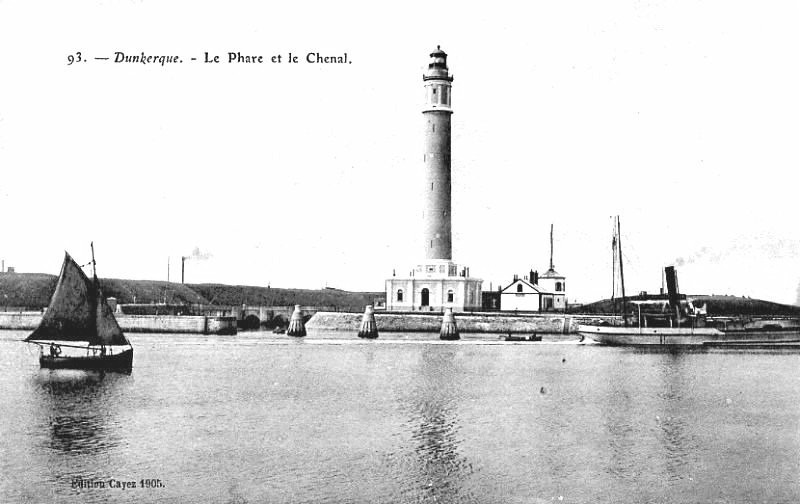
1905 - Carte postale du phare (Patrick Maire / phares-et-feux.fr).